# Zombo (district)
Le district de Zombo est un district du nord-ouest de l'Ouganda. Sa capitale est Zombo (en).

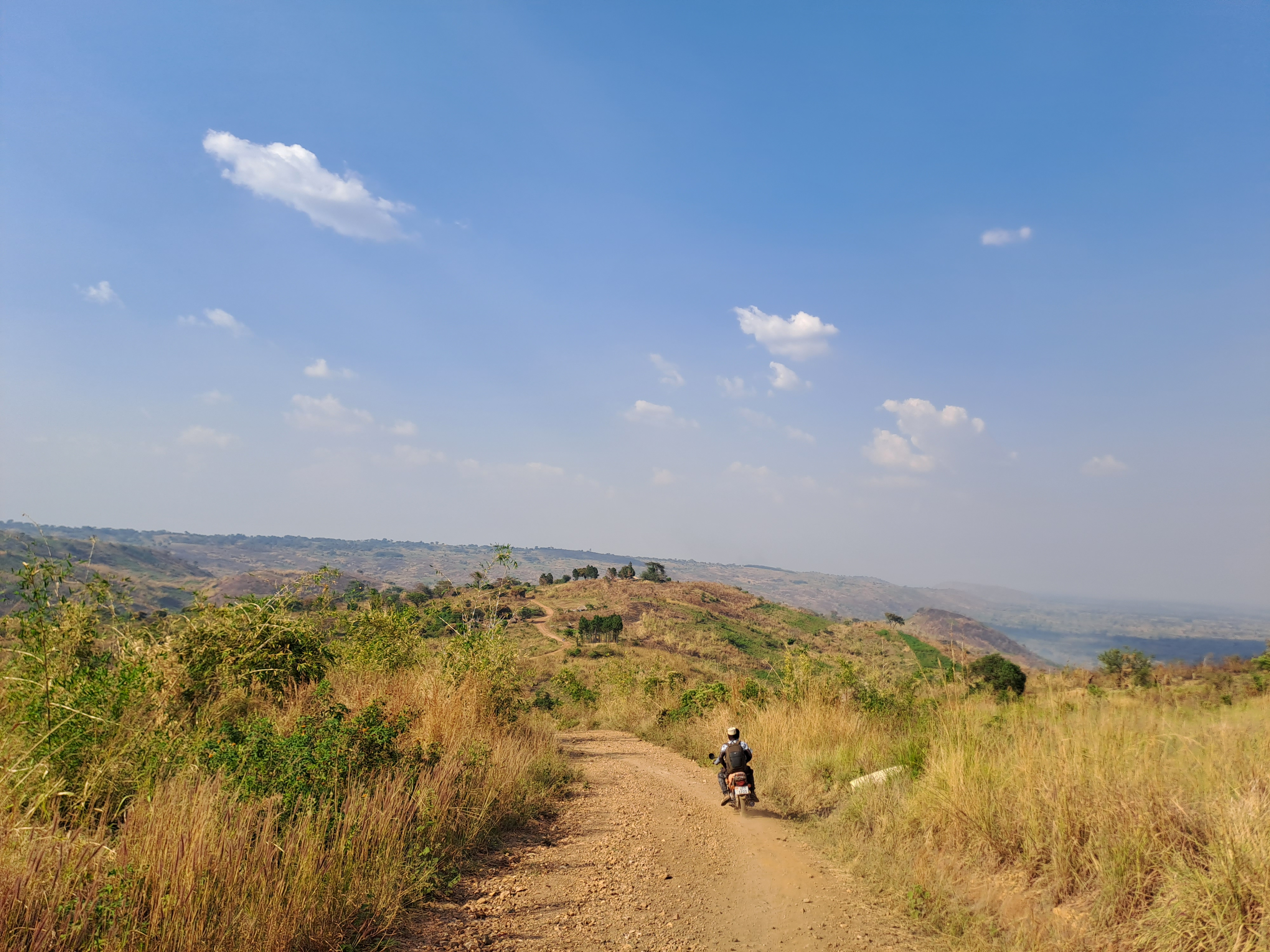
Paysage du district de Paidha-Zombo.

## Géographie
Ce district est bordé par la République démocratique du Congo au sud et à l'ouest, par le district d'Arua au nord et par  celui de Nebbi à l'est.

## Histoire
Ce district a été créé en 2010 par séparation de celui de Nebbi.
Le 6 mars 2020, un détachement de l'armée ougandaise présent dans le village d'Oduk a été attaqué par des civils armés.